# قانون شکنان ۴
قانون شکنان ۴ (کره‌ای: 범죄도|4) یک فیلم اکشن و جنایی محصول سال ۲۰۲۴ سینمای کره جنوبی به کارگردانی هیو میونگ-هانگ با بازی ما دونگ-سوک، کیم مو یول و لی دونگ-هوی است. این چهارمین قسمت از سری فیلم‌های قانون شکنان و دنباله قانون شکنان ۳ (۲۰۲۳) می‌باشد.
این فیلم در بخش «گالا ویژه برلیناله» در هفتاد و چهارمین جشنواره بین‌المللی فیلم برلین انتخاب شد و در ۲۳ فوریه ۲۰۲۴ به نمایش درآمد. این فیلم با واکنش مثبت منتقدان و بینندگان مواجه شد و در ۲۴ آوریل ۲۰۲۴ در سینما اکران شد.
با توجه به عملکرد باکس آفیس، این فیلم در رتبه اول گیشه کره جنوبی اکران شد و ۸۲۱٫۶۳۱ نفر را جذب کرد که بهترین افتتاحیه برای یک فیلم کره ای در سال ۲۰۲۴ تاکنون است. این فیلم در عرض ۱۷ روز پس از اکران از ۹ میلیون بینده در سینماها فراتر رفت و به سریع‌ترین فیلم کره‌ای در سال ۲۰۲۴ تبدیل شد. از ۱۲ می ۲۰۲۴، این دومین فیلم پرفروش کره‌ای در سال ۲۰۲۴ است، با فروش ۶۷ میلیون دلار آمریکا و ۹٫۷ میلیون مخاطب در سینما.

## بازخوردها
در وب‌سایت جمع‌آوری نقد راتن تومیتوز، این فیلم بر اساس ۱۵ نقد، با میانگین امتیاز ۶٫۸ از ۱۰ دارای ۸۷٪ تأیید شده است.
تا ۱۲ مه ۲۰۲۴، این فیلم از ۹٫۷۳۷٫۶۰۴ ورودی، ۶۷٫۷۸۶٫۷۴۹ دلار آمریکا فروخته است که آن را به دومین فیلم پرفروش در میان فیلم‌های کره جنوبی اکران شده در سال ۲۰۲۴ تبدیل کرده است. طبق باکس آفیس موجو، این فیلم در سراسر جهان ۵۷٫۹۳۷٫۸۹۶ دلار فروخته است.

## داستان
کارآگاه (ما دونگ-سوک) به تیم تحقیقات سایبری می‌پیوندد تا باک چانگ کی، یک مزدور سابق بتواند رئیس یک سازمان قمار اینترنتی را دستگیر کند.

## تولید
بازیگران فیلم در ۱۸ نوامبر ۲۰۲۲ تأیید شدند و در همان روز فیلمبرداری اصلی آغاز شد. در فوریه ۲۰۲۳، گزارش شد که فیلمبرداری در فیلیپین تمام شد.